# Elza Obereigner
Elza Kastl (poročena Obereigner), slovenski slikarka in kiparka, * 26. april 1884, Ljubljana, † 8. oktober 1973, Ljubljana.

## Življenje in delo
Elza Obereigner se je rodila v družini podpolkovnika Karla Kastla pl. Traunstatta, ki jo je že od malih nog spodbujal k slikanju. V Gradcu, kamor je bil oče po potresu leta 1895 premeščen, se je učila slikanja na obrtni šoli, po vrnitvi v Ljubljano 1898 pa nadaljevala zasebni pouk pri avstrijskem slikarju Heinrichu Wettachu in se učila modeliranja pri češkem učitelju Celestinu Misu. V letih 1901/1902 je postavila plastično skupino otrok v naravni velikosti za Kranjsko hranilnico, prav tako pa je na natečaju za Kranjsko hranilnico zmagala z delom Dobrodelnost, relief sv. Barbare in doprsna kipa cesarja Franca Jožefa I. in cesarice Elizabete za artilerijsko vojašnico v Ljubljani in 1902 modelirala za kapelo garnizijske bolnišnice Kristusovo glavo. To leto se je udeležila 2. slovenske umetniške razstave z doprsnimi kipi in tremi slikami, narejenimi v oljni tehniki. Komentar v listu Dom in svet hvali njena dela.
Do leta 1910 je v Ljubljani naslikala več slik, portretov in napravila tudi nekaj kipov. Leta 1910 je bila na študijskem potovanju v Pragi, Dresdenu in Berlinu, naslednje leto pa v Innsbrucku, Zürichu, Luzernu in na Dunaju. Tega leta se je poročila s stotnikom pl. Obereignerjem in se preselila v Celovec, kjer je napravila nekaj portretov. Ob začetku svetovne vojne se je vrnila v Ljubljano, slikala v olju in pastelu in naredila vrsto portretov. V letih 1927–1934 so nastale slike sv. Tadeja in Ludovika za ljubljansko frančiškansko cerkev, 2 banderi za cerkev Marije pomočnice na Rakovniku in bandero za Kleinkirchheim na Koroškem.

Elza Obereigner bi lahko veljala za zadnjo miniaturistko v Evropi, saj je skoraj vse do smrti slikala miniature, tako portretne kot vedute Ljubljane. 
V zadnjem času se odkriva tudi njen mladostni kiparski opus, ki kaže odločno in lepo potezo. Leta 2018 je bila v Mestnem muzeju v Ljubljani postavljena reprezentativna razstava njenih del, tako slikarskih kot kiparskih.